# 99 î.Hr.

## Nașteri
- iulie: Iulius Cezar general și dictator roman (d. 44 î.Hr.)